# Allison Taylor

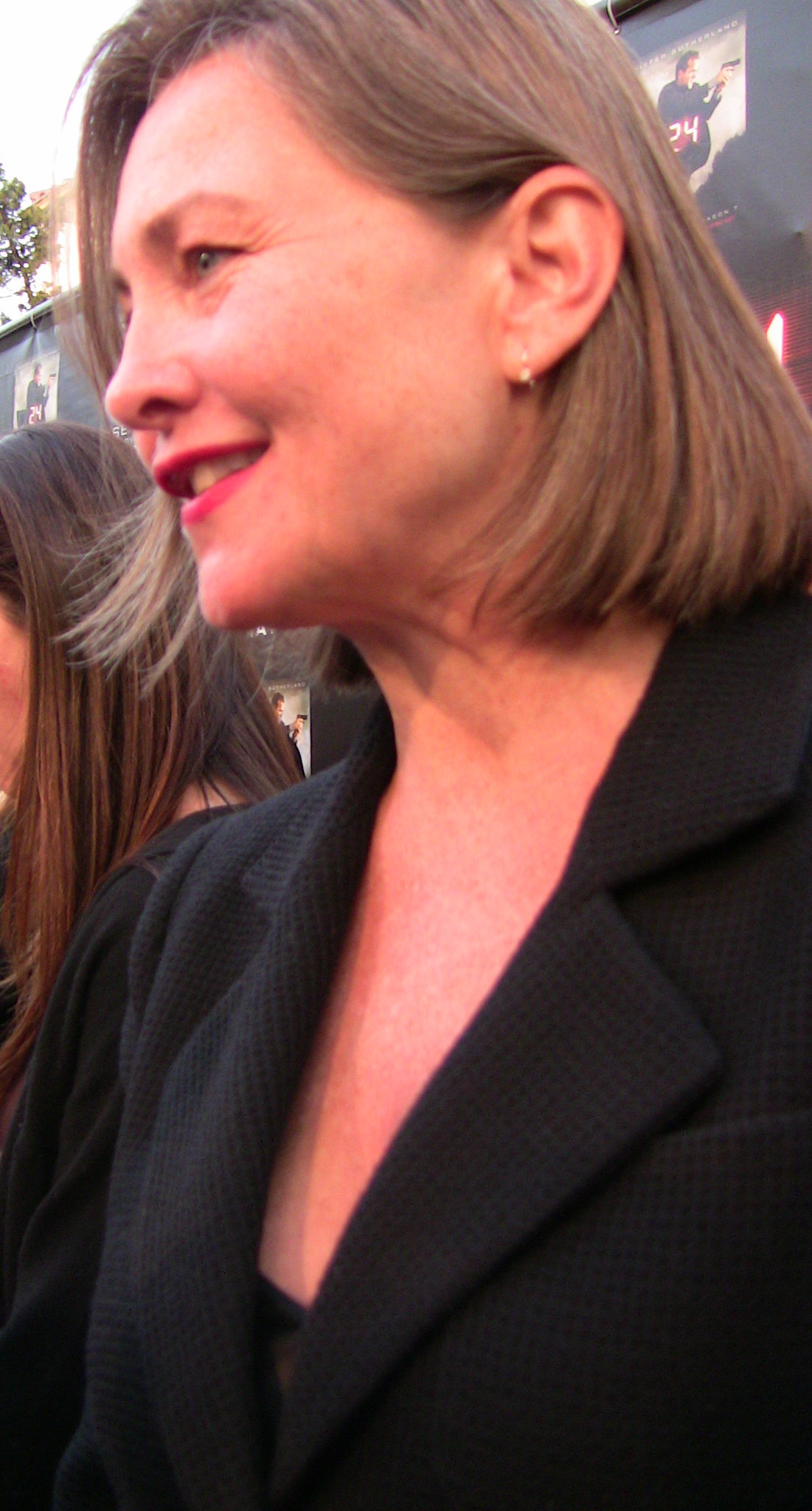
Cherry Jones, Taylor elnök megformálója

Allison Taylor a 24 című sorozat egyik szereplője. Szerepét Cherry Jones amerikai színésznő játssza.
|  | Alább a cselekmény részletei következnek! |

Ő a sorozatban az Amerikai Egyesült Államok első elnöknője. Elődje Noah Daniels, aki Wayne Palmer agyvérzése miatt, addigi alelnökből lett elnök. Már megjelenik a 6. és 7. évad közötti filmben is. Férje Henry Taylor, a First Gentleman (a First Lady férfi változata).
Először mint amerikai szenátor szerepel a sorozatban. Elveszti a választást Daniels elnökkel szemben a jelölésnél. Azt mondják róla, hogy nem elég, hogy elvégezze a munkáját, nem harcol eleget. Tudjuk róla, hogy republikánus.

## Megalkotása
Howard Gordon úgy fogalmazott, a szereplő megalkotásánál: "Itt az ideje, hogy visszatérjünk az idealista elnökökhöz." Megtudjuk azt is, hogy Allison Taylor idealista. Az alkotók úgy gondolkodtak, hogy "mi történik, ha egy idealista bekerül a politikába?". A 24 eddigi elnökei közül legjobban David Palmerhez lehet hasonlítani. Mikor Cherry Jonest a figura megformálóját, megkérdezték, hogy mit gondol Allison Taylor elnökségéről így felelt: "Ő egy briliáns elnök lesz".

## 24: Redemption
A történet 3 és 5 óra között játszódik. Ekkor veszi át az elnöki hatalmat Allison Taylor elődjétől Noah Danielstől, aki elvesztette a választást vele szemben. Már beiktatása előtt súlyos problémákkal kell szembenéznie, mivel Afrikában egy lázadó csoport át akarja venni a hatalmat az országban. Ez az ország a történet szerint nagyon fontos szövetségese Amerikának. Daniels elnök elrendeli az amerikai állampolgárok evakuálását, amelyet viszont nem beszél meg az egy órán belül hivatalba lépő új elnökkel. Végül Taylor úgy dönt, hogy beiktatása után azonnal foglalkozni fog az üggyel, és a szakmai stábja már el is készül a fontos jelentéssel, és ő már mint elnök fogja eldönteni, hogy mit cselekszik. A két órás rész végén Allison Taylort beiktatják az Amerikai Egyesült Államok első női elnökének. Férje Henry Taylor, és fia Roger is ott van a beiktatásán.